# Mossatjärnen (Åsele socken, Lappland, 709119-159521)
Mossatjärnen är en sjö i Åsele kommun i Lappland och ingår i Ångermanälvens huvudavrinningsområde. Sjön har en area på 0,0645 kvadratkilometer och ligger 448,4 meter över havet.

## Delavrinningsområde
Mossatjärnen ingår i det delavrinningsområde (708983-159511) som SMHI kallar för Inloppet i Mesjön. Medelhöjden är 423 meter över havet och ytan är 14,27 kvadratkilometer. Det finns inga avrinningsområden uppströms utan avrinningsområdet är högsta punkten. Noreån som avvattnar avrinningsområdet har biflödesordning 2, vilket innebär att vattnet flödar genom totalt 2 vattendrag innan det når havet efter 216 kilometer. Avrinningsområdet består mestadels av skog (79 procent). Avrinningsområdet har 0,16 kvadratkilometer vattenytor vilket ger det en sjöprocent på 1,1 procent.